# Aesalus neotropicalis
Aesalus neotropicalis es una especie de coleóptero de la familia Lucanidae.

## Distribución geográfica
Habita en México y Panamá.